# 비루 케미아 그룹
비루 케미아 그룹(에스토니아어: Viru Keemia Grupp)은 에스토니아의 오일 셰일 산업과 발전, 공익사업을 하는 기업이다.

## 역사

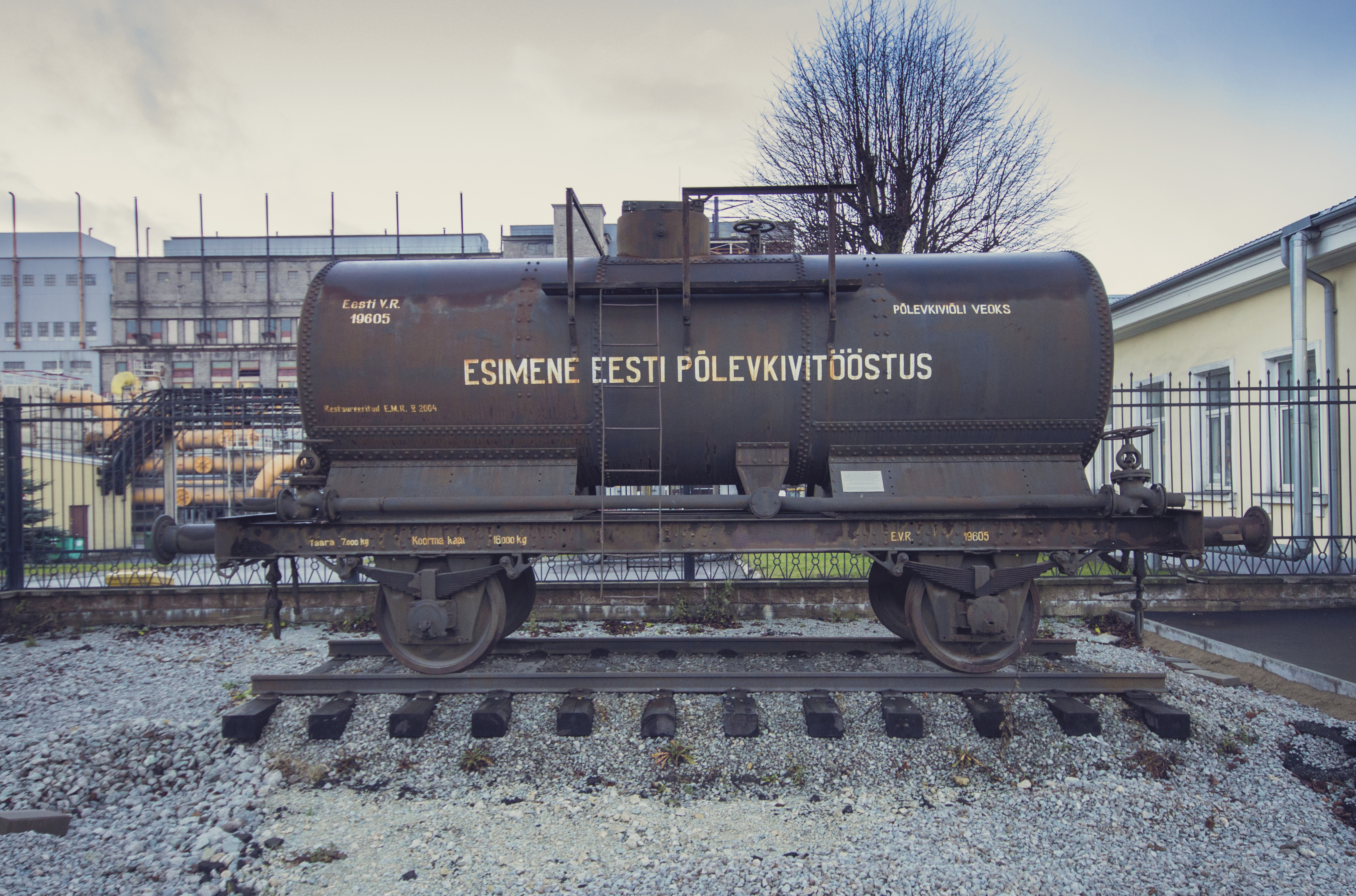
에시메네 에스티 폴레브키비토스투스

에스토니아의 독립 후, 국영 오일 셰일기업이었던 리기 폴레브키비토스투스(Riigi Põlevkivitööstus, 한국어: 에스토니아 국역 오일 셰일 산업)가 1918년 11월 24일 설립되었다. 생산은 1921년 리기 폴레브키비토스투스가 코흐틀라얘르베에 실험용으로 14개의 증류기를 설치하면서부터 시작됐다. 또한 같은해 셰일오일 추출 공장과 함께 오일 셰일 연구소가 설립됐다. 이후 계속된 실험을 한 뒤, 1924년 12월 24일 상업용 셰일오일 공장이 가동되었다.
1936년 10월, 리기 폴레브키비토스투스는 정부 소유의 합작 공동출자 회사 에시메네 에스티 폴레브키비토스투스(Esimene Eesti Põlevkivitööstus, 한국어: 에스토니아 최초 오일 셰일 산업)라는 이름으로 개칭됐다. 그때 당시 회사는 셰일오일 추출 공장 3곳을 가동하고, 네 번째 공장을 건설하고 있었다. 에스토니아 소련에 점령을 당한 후 1940년 12월에는 소련 당국에 종속됐다. 이후 독일이 에스토니아를 점령하는 기간 동안에는 콘티넨탈 욀(Kontinentale Öl)이라는 회사에 합병됐다.
제2차 세계 대전이 끝나고 다시 소련의 점령 기간 동안에는 코흐틀라얘르베 셰일오일 연합체가 됐다. 1948년에는 셰일가스 공장을 열었고, 수십 년 동안 상트페테르부르크와 에스토니아 북부 도시에서 셰일가스가 천연가스의 대체재로 사용됐다. 이는 역사상 최초로 오일 셰일을 통한 합성 가스를 가정에서 사용하게 된 것이었다.
1995년, 코흐틀라얘르베의 공장과 키비올리에 있는 공장이 RAS 키비터라는 회사로 합병됐다. 1997년 키비터는 민영화가 되었고 이듬해 파산 신청을 하였다. 그러면서 코흐틀라얘르베에 있던 공장을 새로 설립된 비루 케미아 그룹이 인수하였다.
2008년, 우크라이나 볼티시에 위치한 오일 셰일 매장지의 개발 허가를 받았다. 이후 VKG 오일은 이에 따라서 2009년 12월, 2014년 10월, 2015년 11월까지 3개의 갈로터형 공장을 개소했다.
2016년 1월, 저유가로 인해 키비터 기술을 사용하는 공장을 폐쇄하고, 500명을 정리해고한다고 발표하였다.